# Hirado
Hirado (japanska: 平戸市?, Hirado-shi) är en stad i Nagasaki prefektur i Japan. Staden bildades 1955.
Större delen av staden ligger på ön Hirado (163 km²), men vissa delar ligger på Kyūshū och på mindre öar.